# Liberated
Liberated est un prochain jeu vidéo d'action-aventure indépendant développé par le studio polonais Atomic Wolf et édité par Walkabout Games. Il est sorti sur Windows et Nintendo Switch en 2020.
Le jeu propose un rendu graphique dessiné à la main dans le style comics, avec l'intention de donner au joueur l'impression d'être à l'intérieur d'un roman graphique. L'histoire s’inscrit dans le genre du thriller TechNoir / cyberpunk et a pour thème la démocratie glissant dans l'autoritarisme.